# Rumex balcanicus
Rumex balcanicus là một loài thực vật có hoa trong họ Rau răm. Loài này được Rech.f. miêu tả khoa học đầu tiên năm 1934.